# بروتوكول التوصيل الديناميكي
بروتوكول التوصيل الجذعي (بالإنجليزية: Dynamic Trunk Protocol ) اختصارا ( DTP ) هو بروتوكول طبقة ارتباط خاص تم تطويره بواسطة سيسكو سيستمز لغرض التفاوض على التوصيل على رابط بين مبدلين متوافقين مع الشبكة المحلية الإفتراضية، والتفاوض على نوع تغليف التوصيل الذي سيتم استخدامه. يمكن لخطوط الشبكة المحلية الإفتراضية المُشكَّلة باستخدام بروتوكول التوصيل الديناميكي الاستفادة من بروتوكولات الربط آي تربل إي 802.1 كيو [الإنجليزية] أو سيسكو آي اس إل [الإنجليزية].
لا ينبغي الخلط بين بروتوكول التوصيل الجذعي وبروتوكول التوصيل الجذعي للشبكات الافتراضية، حيث أنهما يخدمان أغراضًا مختلفة. يقوم بروتوكول التوصيل الجذعي للشبكات الافتراضية بنقل معلومات وجودية الشبكة المحلية الإفتراضية بين المبدلات. يساعد بروتوكول التوصيل الديناميكي في إنشاء منفذ الجذع (بالإنجليزية: trunk). لا يقوم أي بروتوكول بنقل إطارات البيانات التي تحملها الجذوع.

## حالات المنفذ للمبدل
توجد إعدادات وضع المنفذ للمبدل التالية:
- الوصول (بالإنجليزية:Access) — يضع منفذ الإثرنت في وضع عدم الترابط الدائم ويتفاوض لتحويل المنفذ إلى رابط غير ترابطي. يصبح منفذ الإيثرنت منفذًا غير جذعي (بالإنجليزية:nontrunk) حتى لو لم يوافق المنفذ المجاورعلى التغيير.
- الجذع (بالإنجليزية:trunk)— يضع منفذ الإيثرنت في وضع الجذع الدائم ويتفاوض لتحويل المنفذ إلى رابط جذع. يصبح المنفذ منفذا جذعيا حتى لو لم يوافق المنفذ المجاور على التغيير.
- ديناميكي تلقائي (بالإنجليزية:Dynamic Auto) — يجعل منفذ الإيثرنت راغبًا في تحويل المنفذ إلى رابط جذعي . يصبح المنفذ منفذًا جذعيا إذا تم تعيين المنفذ المجاور على وضع جذعي أو وضع مرغوب ديناميكيًا dynamic desirable mode. هذا هو الوضع الافتراضي لبعض المنافذ في المبدلات.
- مرغوب ديناميكيًا (بالإنجليزية:Desirable Dynamic)— يجعل المنفذ يحاول بنشاط تحويل المنفذ إلى منفذ جذعي رئيسي . يصبح المنفذ منفذًا جذعيا إذا تم ضبط منفذ المجاور على وضع جذعي أو مرغوب ديناميكي أو وضع تلقائي ديناميكي .
- غير قابل للتفاوض (بالإنجليزية:No-negotiate)-— أي تعطيل بروتوكول التوصيل الديناميكي. لن يقوم المنفذ بإرسال إطارات لبروتوكول التوصيل الديناميكي أو يتأثر بأي إطارات بروتوكول توصيل جذعي واردة. إذا كنت تريد تعيين خط جذع بين مبدلين عند تعطيل بروتوكول التوصيل الديناميكي، فيجب عليك تكوين الخط الجذعي يدويًا باستخدام الأمر (switchport mode trunk) على كلا الجانبين.

يشار إلى إعداد وضع المنفذ للمبدل المُكوّن باسم وضع إدارة التوصيل للمنفذ. يشار إلى السلوك الحالي لمنفذ معين بعد التفاوض مع المنفذ المجاور باسم وضع التشغيل التجميعي للمنفذ.

## روابط خارجية
تعطيل بروتوكول التجميع الديناميكي (DTP) . استرتش، جيريمي. تم استرجاعه في 1 يونيو 2016.